# Lekkoatletyka na Letnich Igrzyskach Olimpijskich 1976 – sztafeta 4 × 100 m mężczyzn
Sztafetę 4 × 100 metrów mężczyzn podczas XXI Letnich Igrzysk Olimpijskich w Montrealu rozegrano  30 (eliminacje i półfinały) i 31 lipca 1976 (finał) na Stadionie Olimpijskim w Montrealu. Zwycięzcą została sztafeta Stanów Zjednoczonych, która biegła w składzie: Harvey Glance, John Wesley Jones, Millard Hampton i Steven Riddick.

## Rekordy
|                   | reprezentacja     | zawodnicy                                                  | czas | data                      | miejsce   |
| ----------------- | ----------------- | ---------------------------------------------------------- | ---- | ------------------------- | --------- |
| Rekord świata     | Stany Zjednoczone | Charles Greene, Melvin Pender, Ronnie Ray Smith, Jim Hines | 38,2 | 20 października 1968(dts) | Meksyk    |
| Rekord świata     | Stany Zjednoczone | Larry Black, Robert Taylor, Gerald Tinker, Edward Hart     | 38,2 | 10 września 1972(dts)     | Monachium |
| Rekord olimpijski | Stany Zjednoczone | Charles Greene, Melvin Pender, Ronnie Ray Smith, Jim Hines | 38,2 | 20 października 1968(dts) | Meksyk    |
| Rekord olimpijski | Stany Zjednoczone | Larry Black, Robert Taylor, Gerald Tinker, Edward Hart     | 38,2 | 10 września 1972(dts)     | Monachium |

## Wyniki
| Poz. - pozycja |
| – rekord świata \| – rekord krajowy \| – rekord życiowy \| = – wyrównany rekord życiowy \| · – najlepszy wynik w sezonie \| = – wyrównany najlepszy wynik w sezonie \| – rekord olimpijski |
| Fn – falstart \| DNF – nie ukończył \| DNS – nie wystartował \| DSQ – zdyskwalifikowany |

### Eliminacje
20 sztafet przystąpiło do biegów eliminacyjnych. Rozegrano trzy biegi. Do półfinałów awansowało po pięć najlepszych sztafet w każdym biegu (Q) oraz jedna z najlepszym czasem spośród pozostałych (q).

#### Bieg 1
| Poz. | Państwo                  | Zawodnicy                                                                  | Rezultat | Uwagi |
| ---- | ------------------------ | -------------------------------------------------------------------------- | -------- | ----- |
| 1    | Stany Zjednoczone        | Harvey Glance, John Wesley Jones, Millard Hampton, Steven Riddick          | 38,76    | Q     |
| 2    | Włochy                   | Vincenzo Guerini, Luciano Caravani, Luigi Benedetti, Pietro Mennea         | 39,35    | Q     |
| 3    | Polska                   | Andrzej Świerczyński, Marian Woronin, Bogdan Grzejszczak, Zenon Licznerski | 39,41    | Q     |
| 4    | Bermudy                  | Mike Sharpe, Dennis Trott, Calvin Dill, Gregory Simons                     | 39,90    | Q     |
| 5    | Hiszpania                | José Luis Sánchez Paraíso, Luis Sarría, Francisco García, Javier Martínez  | 39,93    | Q     |
| 6    | Wybrzeże Kości Słoniowej | Arsène Kra Konan, Georges Kablan Degnan, Gastom Kouadio, Amadou Meïté      | 40,23    | q     |
| 7    | Antigua i Barbuda        | Calvin Greenaway, Paul Richards, Everton Cornelius, Elroy Turner           | 41,84    |       |

#### Bieg 2
| Poz. | Państwo          | Zawodnicy                                                                            | Rezultat | Uwagi |
| ---- | ---------------- | ------------------------------------------------------------------------------------ | -------- | ----- |
| 1    | NRD              | Manfred Kokot, Jörg Pfeifer, Klaus-Dieter Kurrat, Alexander Thieme                   | 39,42    | Q     |
| 2    | RFN              | Klaus Ehl, Klaus-Dieter Bieler, Dieter Steinmann, Reinhard Borchert                  | 39,63    | Q     |
| 3    | ZSRR             | Aleksandr Aksinin, Nikołaj Kolesnikow, Juris Silovs, Wałerij Borzow                  | 39,98    | Q     |
| 4    | Senegal          | Christian Dorosario, Momar N’Dao, Barka Sy, Adama Fall                               | 40,40    | Q     |
| 5    | Tajlandia        | Anat Ratanapol, Suchart Chairsuvaparb, Somsak Boontud, Sayan Paratanavong            | 40,53    | Q     |
| 6    | Kuwejt           | Abdul Aziz Abdul Kareem, Abdul Kareem Al-Awad, Ibrahim Al-Rabeeah, Abdul Latif Abbas | 41,61    |       |
| 7    | Arabia Saudyjska | Mohamed Al-Sehly, Mohamed Ali Al-Malky, Salem Khalifa, Hamed Ali                     | 42,00    |       |

#### Bieg 3
| Poz. | Państwo           | Zawodnicy                                                                  | Rezultat | Uwagi |
| ---- | ----------------- | -------------------------------------------------------------------------- | -------- | ----- |
| 1    | Kuba              | Francisco Gómez, Alejandro Casañas, Hermes Ramírez, Silvio Leonard         | 39,54    | Q     |
| 2    | Francja           | Jean-Claude Amoreux, Joseph Arame, Lucien Sainte-Rose, Dominique Chauvelot | 39,71    | Q     |
| 3    | Kanada            | Hugh Spooner, Marvin Nash, Al Dukowski, Hugh Fraser                        | 39,72    | Q     |
| 4    | Trynidad i Tobago | Anthony Husbands, Chris Brathwaite, Charles Joseph, Francis Adams          | 40,08    | Q     |
| 5    | Bahamy            | Danny Smith, Walter Callander, Clive Sands, Leonard Jervis                 | 40,47    | Q     |
| 6    | Barbados          | Rawle Clarke, Hamil Grimes, Pearson Jordan, Pearson Trotman                | 41,15    |       |

### Półfinały
Rozegrano dwa biegi półfinałowe. Do finału awansowały po cztery najlepsze zespoły z każdego biegu.

#### Bieg 1
| Poz. | Państwo                  | Zawodnicy                                                                 | Rezultat | Uwagi |
| ---- | ------------------------ | ------------------------------------------------------------------------- | -------- | ----- |
| 1    | Stany Zjednoczone        | Harvey Glance, John Wesley Jones, Millard Hampton, Steven Riddick         | 38,51    | Q     |
| 2    | Kuba                     | Francisco Gómez, Alejandro Casañas, Hermes Ramírez, Silvio Leonard        | 39,25    | Q     |
| 3    | NRD                      | Manfred Kokot, Jörg Pfeifer, Klaus-Dieter Kurrat, Alexander Thieme        | 39,43    | Q     |
| 4    | Kanada                   | Hugh Spooner, Marvin Nash, Al Dukowski, Hugh Fraser                       | 39,46    | Q     |
| 5    | Bermudy                  | Mike Sharpe, Dennis Trott, Calvin Dill, Gregory Simons                    | 39,78    |       |
| 6    | Trynidad i Tobago        | Anthony Husbands, Chris Brathwaite, Charles Joseph, Francis Adams         | 39,88    |       |
| 7    | Wybrzeże Kości Słoniowej | Arsène Kra Konan, Georges Kablan Degnan, Gastom Kouadio, Amadou Meïté     | 40,64    |       |
| 8    | Tajlandia                | Anat Ratanapol, Suchart Chairsuvaparb, Somsak Boontud, Sayan Paratanavong | 40,53    |       |

#### Bieg 2
| Poz. | Państwo   | Zawodnicy                                                                  | Rezultat | Uwagi |
| ---- | --------- | -------------------------------------------------------------------------- | -------- | ----- |
| 1    | Polska    | Andrzej Świerczyński, Marian Woronin, Bogdan Grzejszczak, Zenon Licznerski | 39,09    | Q     |
| 2    | Francja   | Jean-Claude Amoreux, Joseph Arame, Lucien Sainte-Rose, Dominique Chauvelot | 39,33    | Q     |
| 3    | ZSRR      | Aleksandr Aksinin, Nikołaj Kolesnikow, Juris Silovs, Wałerij Borzow        | 39,36    | Q     |
| 4    | Włochy    | Vincenzo Guerini, Luciano Caravani, Luigi Benedetti, Pietro Mennea         | 39,39    | Q     |
| 5    | RFN       | Klaus Ehl, Klaus-Dieter Bieler, Dieter Steinmann, Reinhard Borchert        | 39,58    |       |
| 6    | Senegal   | Christian Dorosario, Momar N’Dao, Barka Sy, Adama Fall                     | 40,37    |       |
| 7    | Bahamy    | Danny Smith, Walter Callander, Clive Sands, Leonard Jervis                 | 40,53    |       |
| –    | Hiszpania | José Luis Sánchez Paraíso, Luis Sarría, Francisco García, Javier Martínez  | DSQ      |       |

### Finał
| Poz. | Państwo           | Zawodnicy                                                                  | Rezultat | Uwagi |
| ---- | ----------------- | -------------------------------------------------------------------------- | -------- | ----- |
| 1    | Stany Zjednoczone | Harvey Glance, John Wesley Jones, Millard Hampton, Steven Riddick          | 38,33    |       |
| 2    | NRD               | Manfred Kokot, Jörg Pfeifer, Klaus-Dieter Kurrat, Alexander Thieme         | 38,66    | [ 2 ] |
| 3    | ZSRR              | Aleksandr Aksinin, Nikołaj Kolesnikow, Juris Silovs, Wałerij Borzow        | 38,78    |       |
| 4    | Polska            | Andrzej Świerczyński, Marian Woronin, Bogdan Grzejszczak, Zenon Licznerski | 38,83    | [ 3 ] |
| 5    | Kuba              | Francisco Gómez, Alejandro Casañas, Hermes Ramírez, Silvio Leonard         | 39,01    |       |
| 6    | Włochy            | Vincenzo Guerini, Luciano Caravani, Luigi Benedetti, Pietro Mennea         | 39,08    |       |
| 7    | Francja           | Jean-Claude Amoreux, Joseph Arame, Lucien Sainte-Rose, Dominique Chauvelot | 39,16    |       |
| 8    | Kanada            | Hugh Spooner, Marvin Nash, Al Dukowski, Hugh Fraser                        | 39,47    |       |